# الأغوز سفلي
الأغوز سفلي هي قرية في مقاطعة نقدة، إيران. عدد سكان هذه القرية هو 12 في سنة 2006.